# Daniela Herrero (álbum)
Daniela Herrero é o álbum de estreia da cantora e compositora argentina Daniela Herrero. Foi lançado em 23 de março de 2001 pela Sony Music Argentina. 
O álbum foi muito bem recebido pelo público, várias faixas se tornaram hits nas rádios do país, a primeira canção que mais teve destaque no álbum foi "Solo Tus Canciones", chegando a ficar em primeiro nas paradas musicais da Argentina. Outras canções do álbum que também foram bastante tocadas nas rádios foram "Demasiado" e "Él Cree que Soy Tonta", fazendo de Daniela, uma promessa para o progresso do rock argentino.

## Faixas
| Edição padrão |                           |                 |         |  |
| N.º           | Título                    | Compositor(es)  | Duração |  |
| 1.            | "Sólo Tús Canciones"      |                 | 3:49    |  |
| 2.            | "Todo Al Revés"           |                 | 4:07    |  |
| 3.            | "Bla, Bla"                |                 | 3:11    |  |
| 4.            | "El Crée Que Soy Tonta"   |                 | 3:13    |  |
| 5.            | "A Tu Lado"               |                 | 2:55    |  |
| 6.            | "Como Un Demônio"         | Daniela Herrero | 3:00    |  |
| 7.            | "Una Rosa de Abril"       |                 | 4:19    |  |
| 8.            | "Esperando A Que Vuelvas" |                 | 3:22    |  |
| 9.            | "Demasíado"               |                 | 3:09    |  |
| 10.           | "Volver a Vós"            |                 | 2:49    |  |
| 11.           | "Aun Tu Nombre"           |                 | 2:34    |  |
| 12.           | "He Guardado"             |                 | 2:51    |  |